# تیم ملی بسکتبال مردان پاراگوئه
تیم ملی بسکتبال پاراگوئه نماینده پاراگوئه در مسابقات بین‌المللی است.